# Cataulacus moloch
Cataulacus moloch é uma espécie de formiga do gênero Cataulacus, pertencente à subfamília Myrmicinae.